# Eparchia mariińska
Eparchia mariińska – jedna z eparchii Rosyjskiego Kościoła Prawosławnego, z siedzibą w Jurdze. Należy do metropolii kuzbaskiej.
Utworzona 26 lipca 2012 postanowieniem Świętego Synodu, poprzez wydzielenie z eparchii kemerowskiej. Obejmuje część obwodu kemerowskiego.
Ordynariuszem eparchii jest biskup mariiński i jurgiński Innocenty (Wietrow).

## Dekanaty
W skład eparchii wchodzi 5 dekanatów:
- anżero-sudżeński;
- jurgiński;
- mariiński;
- tajgiński;
- topkiński.